# Interface Region Imaging Spectrograph
Interface Region Imaging Spectrograph (ou IRIS) é um satélite da NASA voltado para estudos do Sol, sendo o seu principal objetivo, entender como o calor e a energia se movem através das camadas mais baixas da atmosfera solar.
Apesar de influenciar muito a vida aqui na Terra, ainda há muito a ser descoberto sobre o Sol. Com a missão IRIS, a NASA pretende que algumas dessas lacunas sejam preenchidas. Esse telescópio vai observar uma região do Sol chamada interface, formada pelas áreas chamadas cromosfera e de transição e localizada entre a fotosfera, que é a superfície visível da estrela, e a corona, a atmosfera externa onde os ventos solares são formados.

Segundo Jeffrey Newmark, cientista responsável pela missão, 
"um dos principais objetivos do projeto é desvendar o motivo da temperatura na coroa solar, que pode chegar a um milhão de graus Celsius, é muito mas alta do que a temperatura da fotosfera (aproximadamente 6 mil graus Celsius), que fica mais próxima do núcleo do Sol. Para isso, a missão vai observar como os gases solares se movem, reúnem energia e se esquentam nessa região da interface. Nessa região é gerada a maior parte da radiação solar que provoca impacto no ambiente espacial próximo à Terra".

## História
A NASA anunciou em 19 de junho de 2009 que o projeto IRIS foi o selecionado entre seis candidatos para essa missão exploratória, juntamente com o projeto Gravidade e Magnetismo (GEMS, que acabou sendo cancelado). Descobertas recentes demonstraram que a Cromosfera, uma das camadas da atmosfera que envolve o Sol, desempenha uma função mais complexa do que o esperado nas trocas de energia que dão origem ao vento solar. 
Graças às características dos seus instrumentos, o satélite IRIS deve permitir desenvolver um modelo tridimensional dos fenômenos que ocorrem no Sol. O principal contratante da missão é o "Lockheed Martin Solar and Astrophysics Laboratory" (LMSAL); o satélite é fornecido por uma subsidiária da Lockheed Martin; e o Ames Research Center é responsável pelas operações em órbita.

## Objetivos científicos
Os objetivos da missão IRIS, estão centrados em três temas de grande importância para a física solar, a física dos plasmas, meteorologia espacial e astrofísica:
- Que tipo de energia, de origem não térmica, domina na cromosfera e além?
- Como a cromosfera regula a massa e a energia transmitida à corona solar e à heliosfera?
- Como o fluxo magnético e de matéria se desloca na baixa atmosfera do Sol e qual o papel desses fluxos?

Os dados da missão IRIS, combinados com observações de outros observatórios espaciais, como a Hinode, a SDO, e a STEREO, além de telescópios terrestres, deve permitir a construção de um modelo tridimensional das trocas de massa e energia na cromosfera e corona.

## Características técnicas
O satélite IRIS é considerado um satélite pequeno (167 kg), montado sobre uma plataforma de componentes já conhecidos e usados anteriormente em outros satélites. 
Ele é basicamente composto por um telescópio de 20 centímetros de diâmetro e um espectrógrafo com resolução de 0,3 segundo de arco, e menos de um angstrom e uma frequência de observação até 1 segundo.
Com essa instrumentação, pretende-se obter dados do espectro ultravioleta e imagens de alta resolução, da área que abrange: a cromosfera, a fotosfera e a corona.
A duração prevista para a missão é de dois anos. O IRIS é o 12º satélite desenvolvido no âmbito do Programa Small Explorer (SMEX) da NASA, que compreende pequenos satélites científicos cujo custo seja inferior à US$ 120 milhões.

### Plataforma

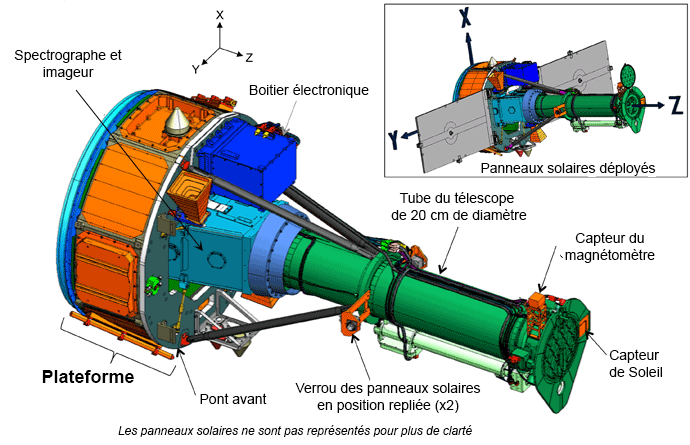
Visão esquemática do satélite IRIS.

O telescópio, que pesa 77 kg, é semelhante ao dos satélites: Lunar Prospector, Spitzer e IMAGE. O IRIS é um satélite estabilizado nos três eixos, e não utiliza propulsores para controlar a sua orientação. A energia elétrica é fornecida por dois painéis solares que são abertos quando ele já está em órbita que fornecem 294 Watts. O sistema de telecomunicações em banda X permite a transferência de 10 Megabits por segundo. Os dados podem ser armazenados em uma memória de 48 Gb. O computador de bordo utiliza um microprocessador do tipo RAD750.

### Instrumentação científica
O telescópio ultravioleta utilizado no IRIS, é uma evolução do que foi utilizado no SDO, com uma distância focal diferente para atingir a resolução necessária. A resolução espacial é de 0,4 segundo de arco, com um campo de visão de 120 segundos de arco. Um espectrógrafo multicanal para as fixas de: 1 332-1 358 e 1 390-1 490 Ångström), com uma resolução de 40 mÅ e também para faixas ultravioleta (próximo a 2 785-2 835 Å) com uma resolução de 80 mÅ. Além disso, esses dados espectrais fornecem imagens de largura de 40 Å (1 335-1 440 Å) e 4-A (2 796-2 831 Å). Os espectros podem observar temperaturas entre 4 500 e um milhão de Kelvin e as imagens, temperaturas entre 4 500 e 65 000 Kelvin.

## Condução da missão
O telescópio espacial foi lançado em órbita 27 de junho de 2013 por um lançador Pegasus XL à partir da Base de Vandenberg, e colocado em uma órbita heliossíncrona de 596 x 666 km, com inclinação de 97,9°, para observação contínua do Sol. A missão IRIS tem duração prevista de dois anos, podendo ser estendida. O custo total do projeto é estimado em US$ 104 milhões. As imagens são transferidas em cada passagem sobre a estação de satélite de Svalbard na Noruega, com uma taxa de 0,7 megabits por segundo.
- O foguete lançador do IRIS, o Pegasus XL.
- Preparativos para o lançamento.
- Visão esquemática do espectrômetro.